# Long, Long Time
Long, Long Time je 3. díl 1. řady amerického postapokalyptického seriálu The Last of Us. Scénář k dílu napsal Craig Mazin a díl režíroval Peter Hoar. Díl měl premiéru dne 29. ledna 2023 na stanici HBO a streamovací platformě HBO Max. V tomto dílu Joel (Pedro Pascal) a Ellie (Bella Ramsey) cestují do Lincolnu ve státě Massachusetts, aby našli Billa (Nick Offerman). Retrospektivní záběry ukazují život Billa v posledních více než dvaceti letech, kdy přežívá ve svém městě a setkává se se svým partnerem Frankem (Murray Bartlett). Název dílu je převzat ze stejnojmenné písně Lindy Ronstadt z roku 1970, která hraje důležitou roli ve vztahu Billa a Franka.
Mazin chtěl rozvést Billův příběh z videohry; cítil, že v seriálu se může hlouběji zaměřit na lásku, štěstí a plynutí času. Natáčení epizody probíhalo v bývalé oblasti Beachwood ve městě High River v Albertě v září 2021; vedoucí výpravy John Paino se svým týmem postavil město Lincoln v období šesti až dvanácti týdnů. Mnoho kritiků označilo epizodu za nejlepší v první řadě, přičemž vyzdvihovali především výkony Offermana a Bartletta, Mazinův scénář a Hoarovu režii. První den díl zhlédlo 6,4 milionu diváků. Epizoda získala několik cen, včetně Ceny Asociace amerických filmových režisérů za nejlepší režii pro Hoara a Offerman získal cenu Emmy za nejlepšího herce v hostující roli, přičemž ve stejné kategorii byl nominován i Bartlett.

## Děj
Cestou pěšky do Lincolnu ve státě Massachusetts Joel hledá své schované zásoby, zatímco Ellie vchází do sklepa, kde ubodá nakaženého k smrti. Poté, co procházejí kolem hromady lidských koster, Joel vysvětluje, že armáda zabila některé přeživší, aby zabránila nedostatku jídla a prostoru k životu.
O dvacet let dříve, v Lincolnu, Bill monitoruje evakuaci z podzemního bunkru po vypuknutí pandemie. Prohledává opuštěné podniky kvůli zásobám a materiálu na stavbu generátoru, elektrického plotu a pastí. O čtyři roky později se setkává s Frankem, který touží po teplém jídle, sprše a čistém oblečení. Dvojice spolu hraje na klavír píseň „Long, Long Time“. Frank usuzuje, že Bill nikdy neměl partnera; políbí ho a vyspí se spolu. O tři roky později Frank pozve Tess a Joela, aby zahájili pašeráckou operaci. Joel přesvědčí misantropického Billa, aby přijal Frankův plán, který spočíval v tom, že ukáže na nedostatky v obraně města, které mohou pomoci opravit. Později se nájezdníci pokoušejí proniknout do města a zraní Billa předtím, než je jeho obranný systém stihne zastavit.
O deset let později jsou Bill a Frank starší, s degenerativní nemocí, která Frankovi omezuje pohyblivost. Požádá tak Billa, aby mu pomohl zemřít. Bill a Frank se oblečou do nových obleků a vezmou se ve svém obývacím pokoji. Po večeři Bill umístí smrtelnou dávku tablet na spaní do Frankova vína a prozradí, že si tablety vhodil i do svého pití, a přizná, že bez Franka nemůže žít. Odejdou do svého pokoje.
O několik týdnů později se Joel a Ellie dostanou do Lincolnu. Ellie najde dopis od Billa adresovaný Joelovi, kde píše, že mu zanechává svůj náklaďák, zbraně a veškeré zásoby, které potřebuje. Bill popisuje, jak mu péče o Franka a jeho ochrana dala smysl života, a uvádí, že Joel má poslání zachránit lidstvo. Když Joel zjistí, že Bill v dopise psal o Tess, začne být emotivní. Dohodne se s Ellie, že vezmou Billův náklaďák a pojedou do Wyomingu, aby našli Tommyho, který by mohl pomoci přepravit Ellie ke Světlonošům. Joel nastavuje pro Ellie nová pravidla: ani jedno z nich neodkazuje na Tess ani jejich historii; Ellie má svůj zdravotní stav udržet v tajnosti a musí plnit Joelovy rozkazy. Vezmou si zásoby z Billovy skrýše; aniž by o tom Joel věděl, Ellie najde zbraň a schová ji do svého batohu. Dvojice následně odjíždí, přičemž na kazetě hraje píseň „Long, Long Time“ .

## Kritické ohlasy
Na agregátoru recenzí Rotten Tomatoes získal díl „Long, Long Time“ hodnocení 98 % na základě 50 recenzí s průměrným hodnocením 9,9/10. Kritický konsenzus webu uvedl, že epizoda obsahuje „bohatě prohlubuje“ příběh pořadu, „nádherně zahraný“ Offermanem a Bartlettem. Kritici vyzdvihovali epizodu a označili ji jako nejlepší díl první řady a někteří ji označili jako jednu z nejlepších televizních epizod v posledních letech; Daniel Fienberg z časopisu The Hollywood Reporter napsal, že díl povýšil seriál na novou úroveň. John Nugent z magazínu Empire nazval díl „dojemným, překvapivě romantickým a jednou z nejlepších televizních hodin v nedávné historii“ a Andy Welch z deníku The Guardian díl popsal jako „naprosto kouzelnou televizi“. Brian Lowry ze společnosti CNN napsal, že závěrečný záběr „představoval perfektní, blízko k dokonalé, hodině televize“. Někteří kritici přirovnali příběh Billa a Franka k úvodní sekvenci filmu Vzhůru do oblak (2009) pro jeho schopnost vyprávět potěšující a srdcervoucí příběh v omezeném čase.
Výkony Offermana a Bartletta byly vyzdvihovány; William Goodman ze společnosti Complex jejich výkony popsal jako „nejlepší v kariéře“ a Dais Johnston z magazínu Inverse je shledal hodné ceny Emmy. Kat Moon ze společnosti TV Guide také napsala, že si oba zaslouží nominaci na Emmy, ale cítila, že Offermanův výkon „vyžaduje zvláštní pozornost“. Pokud jde o přeobsazení Billa, Welch z deníku The Guardian napsal, že „teď je těžké představit si v této roli někoho jiného než Offermana“. Kritici chválili Offermanovu schopnost vylíčit Billovu něžnější stránku a Bartlettův horlivý a charismatický přístup v roli Franka; web TVLine je označil jako „Performery týdne“.